# 帕維列茨站 (莫斯科河畔線)
帕維列茨站（羅馬化：Paveletskaya）是莫斯科地鐵的一個車站。帕維列茨站位於莫斯科中央區，是莫斯科河畔線的車站。車站開通於1943年，設計者是S.V. Lyashchenko和E.S. Demchenko。帕維列茨站的設計風格以白色大理石為主。

## 外部連結
- metro.ru （页面存档备份，存于）
- mymetro.ru （页面存档备份，存于）
- KartaMetro.info — station location and exits on Moscow map (English/Russian)